# Brightburn
Brightburn (bra: Brightburn - Filho das Trevas ; prt: Brightburn: O Filho do Mal) é um filme estadunidense do gênero terror, dirigido por David Yarovesky. No Brasil e em Portugal sua estreia ocorreu no dia 23 de maio de 2019.

## Enredo
Em 2006, uma nave espacial cai em Brightburn, Kansas . Tori e Kyle Breyer, incapazes de conceber um filho, olham para dentro e encontram um bebê. O casal adota a criança e o nomeia Brandon. Eles escondem a nave espacial em seu celeiro para esconder a verdade dele.
12 anos depois, em 2018, a nave começa a transmitir uma mensagem alienígena, fazendo com que Brandon ande como sonâmbulo até o celeiro. Ele tenta abrir o porão trancado, cantarolando a mensagem da nave, mas Tori intervém e o leva de volta para casa.
Ele caminha para o celeiro e tenta abrir o porão trancado, cantando a mensagem da nave, mas Tori intervém e o leva de volta para casa. No dia seguinte, enquanto tenta cortar a grama, Brandon tem dificuldade em ligar o cortador e, inadvertidamente, o lança no ar, jogando-o alguns metros de distância. Brandon se aproxima, e com o cortador ainda ligado e, curioso sobre suas novas habilidades, para a lâmina motorizada com a mão.
Brandon exibe uma inteligência extremamente alta em sua escola, virando motivo de chacota pelos outros alunos, mas uma garota chamada Caitlyn o consola. Enquanto comemoram o 12º aniversário de Brandon em uma lanchonete onde Erica, a mãe de Caitlyn, é garçonete, seus tios, Noah e Merilee, lhe presenteiam com um rifle de caça, que Kyle se recusa a aceitar. Na manhã seguinte, Kyle suspeita que algo esteja errado com Brandon quando o encontra distraidamente mastigando e mutilando o garfo no café da manhã. Tori encontra fotos de modelos seminuas, diagramas cirúrgicos e fotos gráficas de órgãos humanos no quarto de Brandon.
Um dia, durante um exercício de confiança em educação física, Brandon se apaixona por uma garota de sua classe chamada Caitlyn Connor; ela o deixa cair no chão e o acusa de ser um pervertido, tendo-o visto anteriormente em seu quarto à noite. Caitlyn é forçada a ajudar Brandon a se levantar, e Brandon, frustrado com sua acusação, esmaga sua mão. Ele é suspenso e precisa se encontrar com sua tia Merilee, a conselheira da escola, mas Erica exige que Brandon seja preso.
Naquela noite em casa, Brandon é atraído novamente para a nave onde quebra a fechadura do porão. Tori o interrompe enquanto ele levita acima do porão aberto, cantarolando a mensagem, e ele cai, se cortando com um pedaço da nave. Tori revela a verdade sobre sua chegada à Terra, e Brandon sai com raiva, finalmente entendendo a mensagem da nave: "conquiste o mundo". Em sua raiva, Brandon desenvolve a visão de calor. Brandon visita Caitlyn com flores, que diz a ele que sua mãe a proibiu de falar com ele. Vestindo uma máscara e uma capa vermelha, Brandon persegue Erica enquanto ela fecha o restaurante e a mata. A polícia investiga a cena, encontrando um símbolo parecido com dois Bs consecutivos desenhados em uma janela, e Erica não está em lugar algum.
A família resolve acampar, e Kyle tenta conversar com Brandon sobre sexualidade, já que ele está exibindo sinais de puberdade. Encorajado pelo conselho de seu pai, Brandon foge do acampamento e vai até a casa de Caitlyn, se escondendo em seu quarto até que ela o note. Ao voltar para casa, Kyle observa as galinhas no galinheiro aterrorizadas por Brandon, que está de pé sobre elas. Mais tarde naquela noite, Kyle encontra as galinhas abatidas com a porta trancada da gaiola arrancada das dobradiças. Kyle insiste que Brandon foi o responsável, mas Tori insiste que foi apenas um ataque de lobo.
No dia seguinte na escola, Brandon se encontra com Merilee, que informa que ela é obrigada a relatar seu progresso à polícia, mas ele a ameaça de não fazer isso. Naquela noite, Brandon persegue Merilee através de sua casa. Noah chega para encontrar um Brandon mascarado escondido no armário e ameaça contar aos seus pais, levando Brandon a atacar. Aterrorizado, Noah tenta escapar em sua caminhonete, mas Brandon levanta e destrói o veículo, matando Noah. Ele usa o sangue de Noah para desenhar o mesmo símbolo do assassinato de Erica na estrada. Brandon volta para casa sem camisa, dizendo aos pais que outros alunos rasgaram sua camisa durante uma partida de futebol depois da escola, mas se recusa a entregá-la à Tori.
Merilee liga para Kyle e Tori, e eles correm para o hospital onde descobrem por Merilee que Brandon havia ido à sua casa, contradizendo a história de Brandon sobre jogar futebol. Na manhã seguinte, Tori e Kyle informam Brandon sobre morte de Noah, mas Brandon não apresenta reação, o que alarma Tori e irrita Kyle. Quando Kyle acusa Brandon e o agarra, Brandon o empurra violentamente. Kyle encontra a camisa manchada de sangue de Brandon e mostra para Tori, mas ela se recusa a acreditar que Brandon matou Noah.
Kyle leva Brando em uma viagem de pai e filho com a intenção de matá-lo. Enquanto Brandon examina rastros de animais, Kyle atira com seu rifle de caça, mas o projétil ricocheteia na cabeça de Brandon. Percebendo o que Kyle acabou de fazer, Brandon o persegue e o mata com sua visão de calor. Enquanto isso, o xerife chega à casa dos Breyers atrás de Brandon, Tori diz que ele e Kyle saíram e o xerife mostra a ela o símbolo encontrado nas cenas das mortes de Erica e de Noah. Embora Tori afirme desconhecer os símbolos, ela encontra o caderno de Brandon com desenhos perturbadores de seus assassinatos e sua mensagem para "conquistar o mundo" e chega a conclusão de que Kyle estava certo sobre Brandon. Ela tenta ligar para o marido, mas Brandon atende o teelfone e a informa que Kyle morreu, e dá a entender que estará vindo atrás dela.
Brandon retorna e destrói a casa enquanto Tori chama a polícia, mas Brandon brutalmente mata os oficiais. Lembrando que a nave pode feri-lo, Tori corre para o celeiro e descobre o corpo eviscerado de Erica pregado na parede e cercado por símbolos em sangue. Tori se arma com um pedaço da nave para esfaquear Brandon durante um abraço, mas falha quando o garoto percebe e antecipa o ataque. Enfurecido, Brandon voa com Tori através do telhado do celeiro, acima das nuvens e a deixa cair até a morte. Um avião voa em direção a Brandon, e a cena escurece. Na manhã seguinte, é revelado que o avião caiu misteriosamente na casa da fazenda, e policias, paramédicos e FBI na fazenda, com a notícia de que todos foram mortos, com Brando sendo o único residente sorbevivente da área.
Durante os créditos, Brandon começa seus ataques em todo o mundo, com os noticiários cobrindo. Brandon também é apelidado de "Brightburn" pela mídia. Um teórico da conspiração chamado Big T discute a destruição causada por Brightburn e a possibilidade da existência de outros seres super poderosos, e pede à humanidade que tome medidas.

## Elenco
Elenco principal do filme:
- Elizabeth Banks como Tori Breyer: mãe adotiva de Brandon e esposa de Kyle.
- David Denman como Kyle Breyer: pai adotivo de Brandon e marido de Tori.
- Jackson A. Dunn como Brandon Breyer / Brightburn: um alienígena superpoderoso que é adotado pela família Breyer.
- Matt Jones como Noah McNichol: tio de Brandon e marido de Merilee.
- Meredith Hagner como Merilee McNichol: irmã de Tori, tia de Brandon e esposa de Noah que trabalha como conselheira escolar
- Abraham Clinkscales como Royce: um menino que intimida Brandon
- Christian Finlayson como Fauxhawk: uma das crianças que intimida Brandon
- Jennifer Holland como Ms. Espenschied: diretora da escola de Brandon
- Emmie Hunter como Caitlyn Connor: uma garota que tem medo de Brandon
- Becky Wahlstrom como Erika Connor: a mãe de Caitlyn que intimida Brandon
- Gregory Alan Williams como Sheriff Deever: um xerife local da pequena cidade
- Anne Humphrey como Vice Aryes: parceira de Deever
- Steve Agee como EJ
- Stephen Blackehart como Travis
- Michael Rooker como o Big T: um blogueiro de teoria da conspiração que relata os seres superpoderosos
- Becky Wahlstrom
- Elizabeth Becka
- Terence Rosemore
- Mike Dunston
- Gwen Parrish
- Leah Goodkind
- Shaun McMillan

## Recepção
O público pesquisado pelo CinemaScore deu ao filme uma nota média de "C+" em uma escala de A+ a F, enquanto os do PostTrak deram 2,5 de 5 estrelas e uma "recomendação definitiva" de 39%.
No consenso do agregador de críticas Rotten Tomatoes diz: "Embora Brightburn não cumpra totalmente a promessa de sua configuração, ainda é suficiente para oferecer uma subversão divertida do gênero de super-heróis". Na pontuação onde a equipe do site categoriza as opiniões da  grande mídia e da mídia independente apenas como positivas ou negativas, o filme tem um índice de aprovação de 57% calculado com base em 206 comentários dos críticos. Por comparação, com as mesmas opiniões sendo calculadas usando uma média aritmética ponderada, a nota alcançada é 5,7/10.
Em outro agregador, o Metacritic, que calcula as notas das opiniões usando somente uma média aritmética ponderada de determinados veículos de comunicação em maior parte da grande mídia, tem uma pontuação de 44/100, alcançada com base em 31 avaliações da imprensa anexadas no site, com a indicação de "revisões mistas ou neutras."
No Omelete, Arthur Eloi avaliou com 2/5 de sua nota dizendo que é "cheio de problemas, alguns difíceis de contornar, mas que não chega a ser ruim: apesar da escrita fraca e ocasionalmente redundante, tanto Banks quanto o jovem Dunn entregam atuações decentes".